# Dal segno
В музыкальной нотации dal segno (произносится [дал’ с’эн’jo]) используется как знак навигации по партитуре. В записи часто заменяется аббревиатурой D.S.. Термин переводится с итальянского языка буквально «со знака». D.S. употребляется в нотной записи следующим образом: знак 𝄋 () появляется над тактом, с которого следует начать повторение, а над тем местом в записи, после которого это повторение должно звучать, пишут, например, D.S. al fine (то есть отсюда играть часть от знака до слова fine).
Два общеупотребительных варианта использования:
- D.S. al coda указание вернуться к знаку, и играть от него до слова coda, а затем перейти непосредственно к коде.
- D.S. al fine указание вернуться к знаку и играть от него до слова fine.